# 123 Brunhild
Brunhild /ˈbruːnhɪld/ (định danh hành tinh vi hình: 123 Brunhild) là một tiểu hành tinh kiểu S bằng đá điển hình, ở vành đai chính. Ngày 31 tháng 7 năm 1872, nhà thiên văn học người Mỹ gốc Đức Christian H. F. Peters phát hiện tiểu hành tinh Brunhild khi ông thực hiện quan sát tại Đài quan sát Litchfield và đặt tên nó theo Brünnehilde, một valkyrie trong thần thoại Bắc Âu.